# Bethlehem (parochie)
Bethlehem is een parochie van de Deense Volkskerk in de Deense gemeente Kopenhagen. De parochie maakt deel uit van het bisdom Kopenhagen en telt 1480 kerkleden op een bevolking van 2692 (2004). De parochie werd tot 1970 gerekend onder Sokkelund Herred.
Bethlehem werd gesticht als parochie in 1918 als afsplitsing van de parochie Hellig Kors. De huidige parochiekerk dateert uit 1938. Tot die tijd maakte de parochie gebruik van een oudere kerk van een frimenighed. Plannen vanuit het bisdom om de parochie wegens teruglopend ledental en kerkbezoek te laten fuseren zijn wegens weerstand in de parochie niet doorgevoerd.